# Coleophora vestianella
Coleophora vestianella là một loài bướm đêm thuộc họ Coleophoridae. Nó được tìm thấy ở châu Âu to Tiểu Á, Iran, Afghanistan, Trung Quốc, the Korean Peninsula và Nhật Bản.
Sải cánh dài 11–16 mm.
Ấu trùng ăn Chenopodium và Atriplex species (bao gồm Atriplex patula).

## Synonyms
- Coleophora annulatella Nylander, 1848
- Coleophora botauripennella Toll, 1955
- Coleophora laripennella Toll, 1953
- Coleophora subtractella Caradja, 1920
- Coleophora tengstromella Doubleday, 1859
- Ecebalia vestianella (Linnaeus, 1758)
- Phalaena (Tinea) vestianella Linnaeus, 1758
- Ornix laripennella Zetterstedt, 1839